# Pedro Escacena
Pedro Escacena Barea, (Sevilla, 19 de noviembre de 1931), es un pintor español. Considerado uno de los más esenciales valores de la pintura taurina de finales del siglo XX y principios del siglo XXI , aunque conocido  por su obra costumbrista y el retrato, es en el cartel taurino donde más destaca, siendo el óleo sobre lienzo el soporte de la gran mayoría de su obra; en menor medida el dibujo y la acuarela. Sus obras son conocidas por su fuerza, luz y dinamismo cromático.

Carteles de toros de los más grandes pinceles: Llopis, Reus (en catalán), Escacena...
Vicente Zabala de la Serna, ABC de Madrid.

## Biografía
Nació en uno de los barrios «toreros» de su ciudad, «La Macarena». Jugó a «ser Chicuelo» de niño y  toreó reses en los corrales del Matadero Municipal de Sevilla; en su pubertad lidió en la temporada de 1954 varias novilladas sin caballos, en sitios como Huelva, Ayamonte, Higuera de la Sierra, Santa Olalla de Cala, Fuentes de Andalucía o Barcarrota.
Abandonó la idea de ser torero y se consagró al estudio del dibujo y la pintura en la Escuela Superior de Artes y Oficios de Sevilla. Sus maestros fueron Francisco Hohenleiter Castro, Santiago Martínez Martín, Gustavo Gallardo Ruíz, Juan Rodríguez Jaldón y José María Labrador Arjona, entre otros.
En 1960 contrajo matrimonio con Aurora Gutiérrez, quien tomó como canon de belleza. Profusamente recreada en sus lienzos, ha formado parte de alegorías en numerosas composiciones pictóricas, ilustrando carteles taurinos en España y algunos países de América del Sur; siendo su modelo en más de una treintena de obras.

...su musa, su verdadera inspiración, omnipresente en la mayoría de sus pinturas...
Antonio Lozano Herrera, ABC de Sevilla.

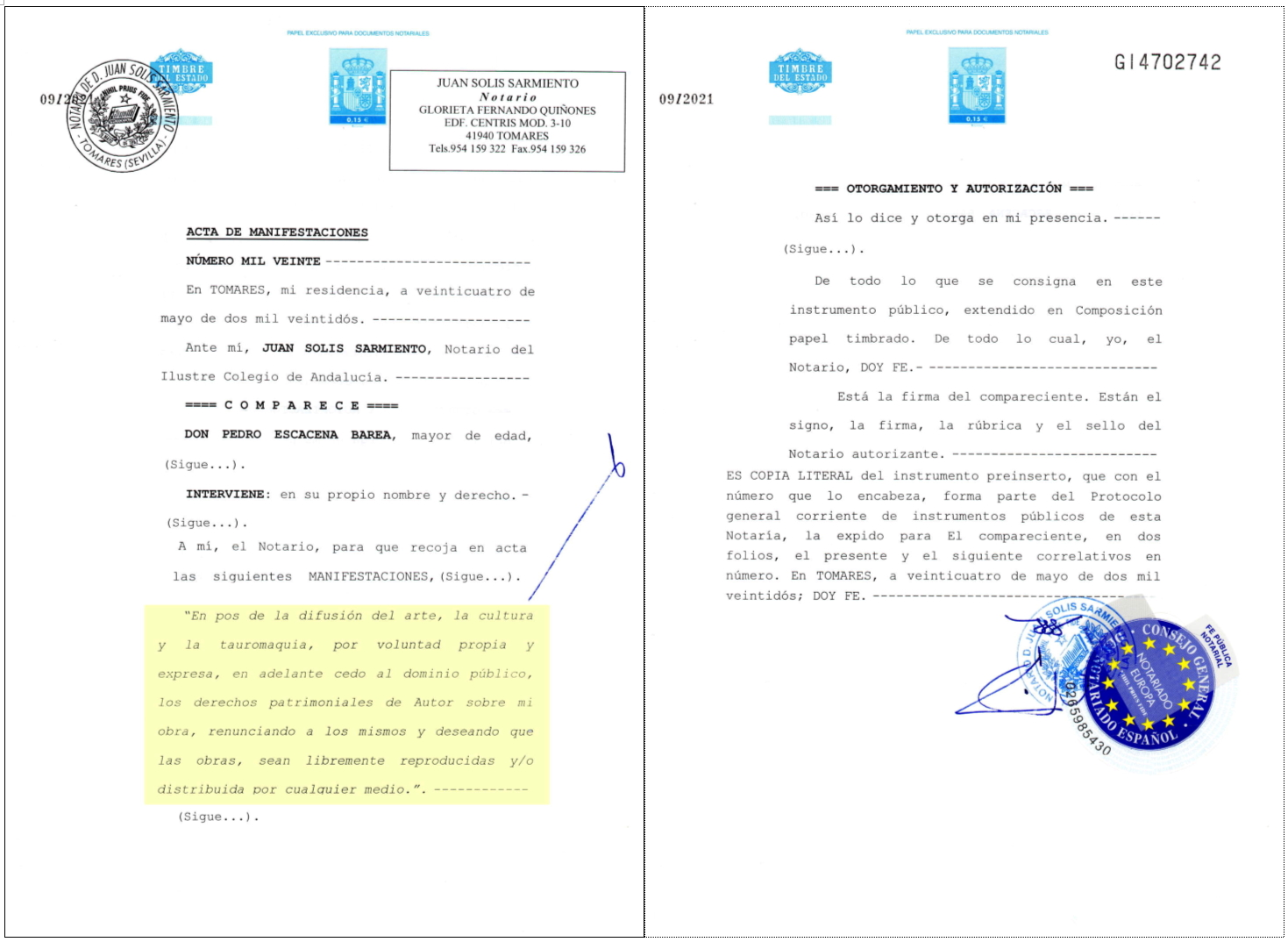
Acta de cesión al dominio público, sobre la obra de Pedro Escacena.

La obra Trincherazo de Curro, Ilustró el cartel para la corrida de toros que tuvo lugar en Pozoblanco (26 de septiembre de 1984), en la que aconteció la fatal cogida del diestro Francisco Rivera "Paquirri", circunstancia por la que su trabajo adquirió mayor resonancia y difusión, propiciando que se extendiera por España primero y después por distintos países de América del Sur como Colombia, Ecuador, México, Perú, Venezuela, Sur de Francia y Sur de Portugal. Su creación artística ronda el millar de obras, figurando en colecciones particulares, distintas instituciones e ilustrando diferentes publicaciones y obras literarias. En 2022 cede al dominio público los derechos patrimoniales de autor, "En pos de la difusión del arte, la cultura y la tauromaquia", sobre la totalidad de su obra.  

## Otras obras destacables
- En 1985 realizó una obra para el cartel de la Feria de San Isidro (Madrid), y otra para la retirada del matador de toros Antonio Chenel "Antoñete" en la Plaza de toros de Las Ventas, óleo que también ilustró la portada en el suplemento dominical del diario ABC. (1985)[6]
- En cuatro ocasiones sus obras ilustraron los carteles de temporada y Feria de la Real Maestranza de Sevilla. Estas fueron las figuras protagonistas: Curro Romero (1985), Pepe Luis Vargas (1986), Manuel Jiménez Moreno "Chicuelo" (1987) y Pepe Luis Vázquez (1989)[7][8]
- Creó tres obras diferentes para los carteles de las corridas de la «Asociación de la Prensa de Sevilla», (Tradicionales corridas del Corpus). (1989, 1990 y 1999)[9][10]
- Óleo para el cartel oficial que celebró el centenario de la plaza de toros de Écija. (1989)[11]
- Cartel anunciador de las Goyescas de la plaza de toros de La Real Maestranza de Caballería de Ronda. (1991)[12]
- Obra anunciadora para las corridas de toros de las Fiestas Colombinas del V Centenario. (1992)[13]
- Óleo para ilustrar el cartel oficial en la inauguración de la plaza de toros de La Algaba. (1996)
- Por encargo del Ayuntamiento de Espartinas, pintó un retrato del rey Juan Carlos I para presidir el salón de Plenos. (2005)[14]
- Cartel anunciador de las Fiestas de Primavera y reaparición del diestro José Tomás en la Monumental de Barcelona. (2007)

## Exposiciones

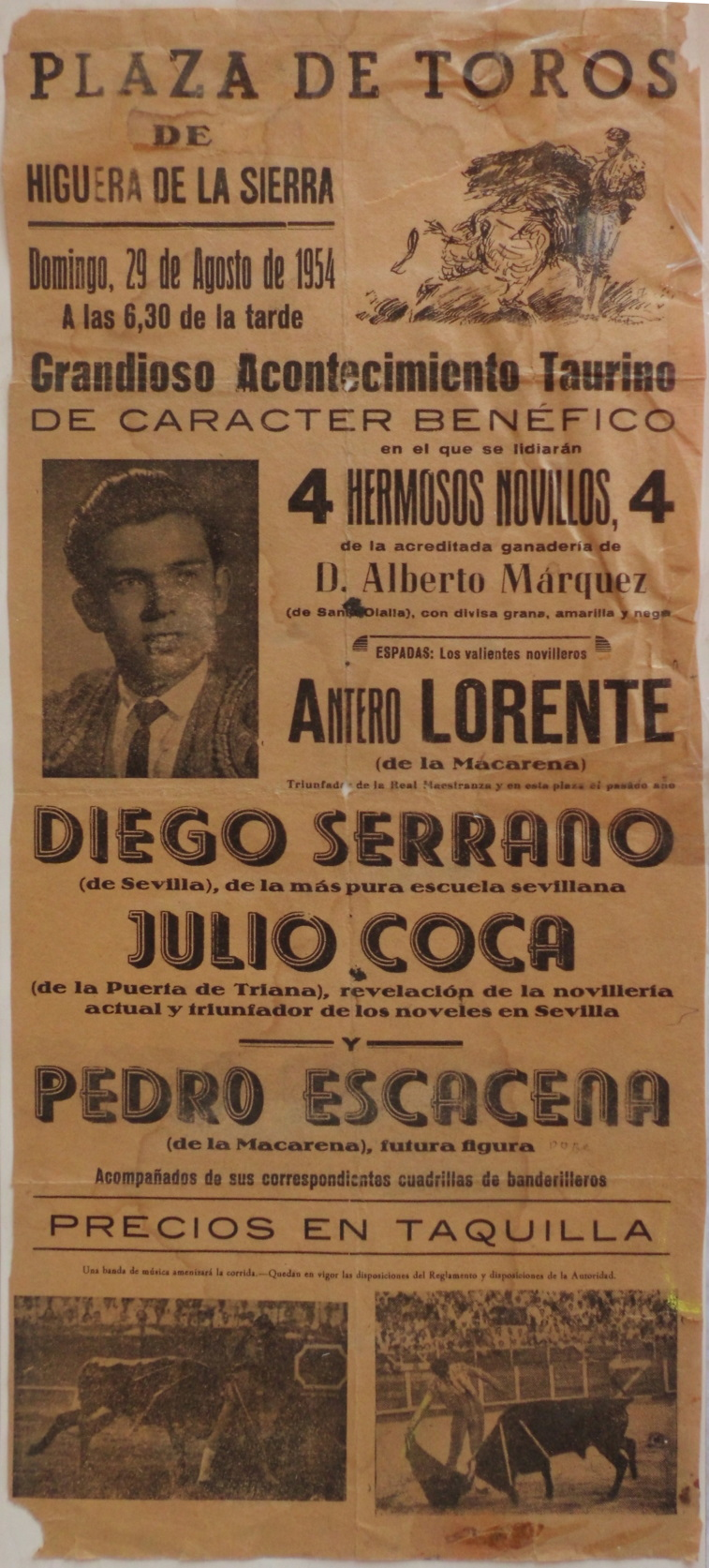
Cartel de Higuera de la Sierra, (1954), en el que toreó una novillada sin caballos Pedro Escacena.

### Monográficas
- Castilleja de la Cuesta. Ayuntamiento. (1984)[15]

- Sevilla, El Corte Inglés. (1986)[16]
- Sevilla, El Corte Inglés. (1987)[17]

- Madrid, El Corte Inglés. (1987)

- Huelva, Hotel Lux. (1987)[18]

- Málaga, Hotel Palace. (1988)[19]

- Huelva, Hotel Lux. (1989)[20]

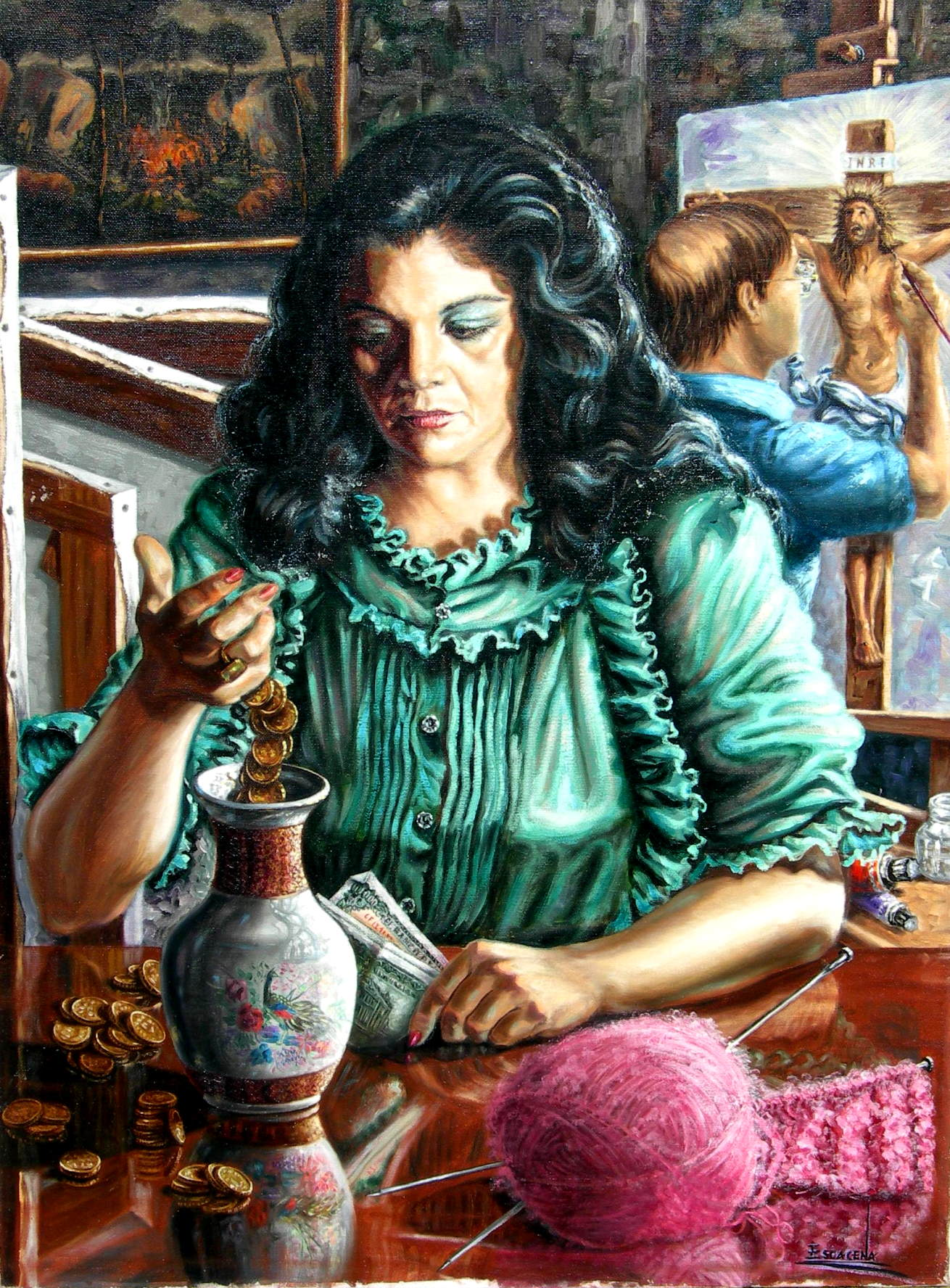
Retrato de Aurora Gutiérrez, esposa y habitual modelo del pintor Pedro Escacena. Obra titulada «Materialismo y espiritualidad». (1980)

- Palma del Río. Ayuntamiento. (1989)

- La Línea de la Concepción, Círculo Mercantil. (1992)

- Algeciras. Ayuntamiento. (1996)

- Bilbao, El Corte Inglés. (1997)[21]

- Osuna, Ayuntamiento. (1998)[22]

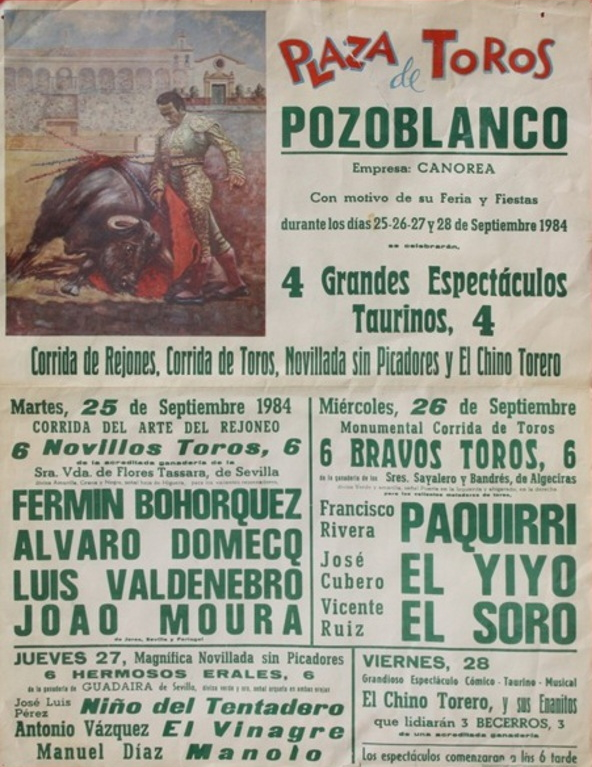
Cartel ilustrado con la obra "Trincherazo de Curro" para la corrida del 29 de septiembre de 1984 en Pozoblanco.

- Las Cabezas de San Juan, Ayuntamiento. (1998)[23]

- El Puerto de Santa María. Tertulia taurina "El Monasterio", Ayuntamiento. (1998)

- Linares, Galería Eduma. (1999)

- La Algaba, Torre de los Guzmanes, Ayuntamiento. (1999)

- Almendralejo, Bodegas Viña Extremeña. (2000)[24]

- Villafranca de los Barros, Ayuntamiento. (2003)

- Gerena, Ayuntamiento. (2004)[25]

- Espartinas, Ayuntamiento. (2004)«El Rey». Obra en el Ayuntamiento de Espartinas, salón de Plenos. (2005)

- Guillena, Ayuntamiento. (2005)[26]

- Camas,  Ayuntamiento. (2006)

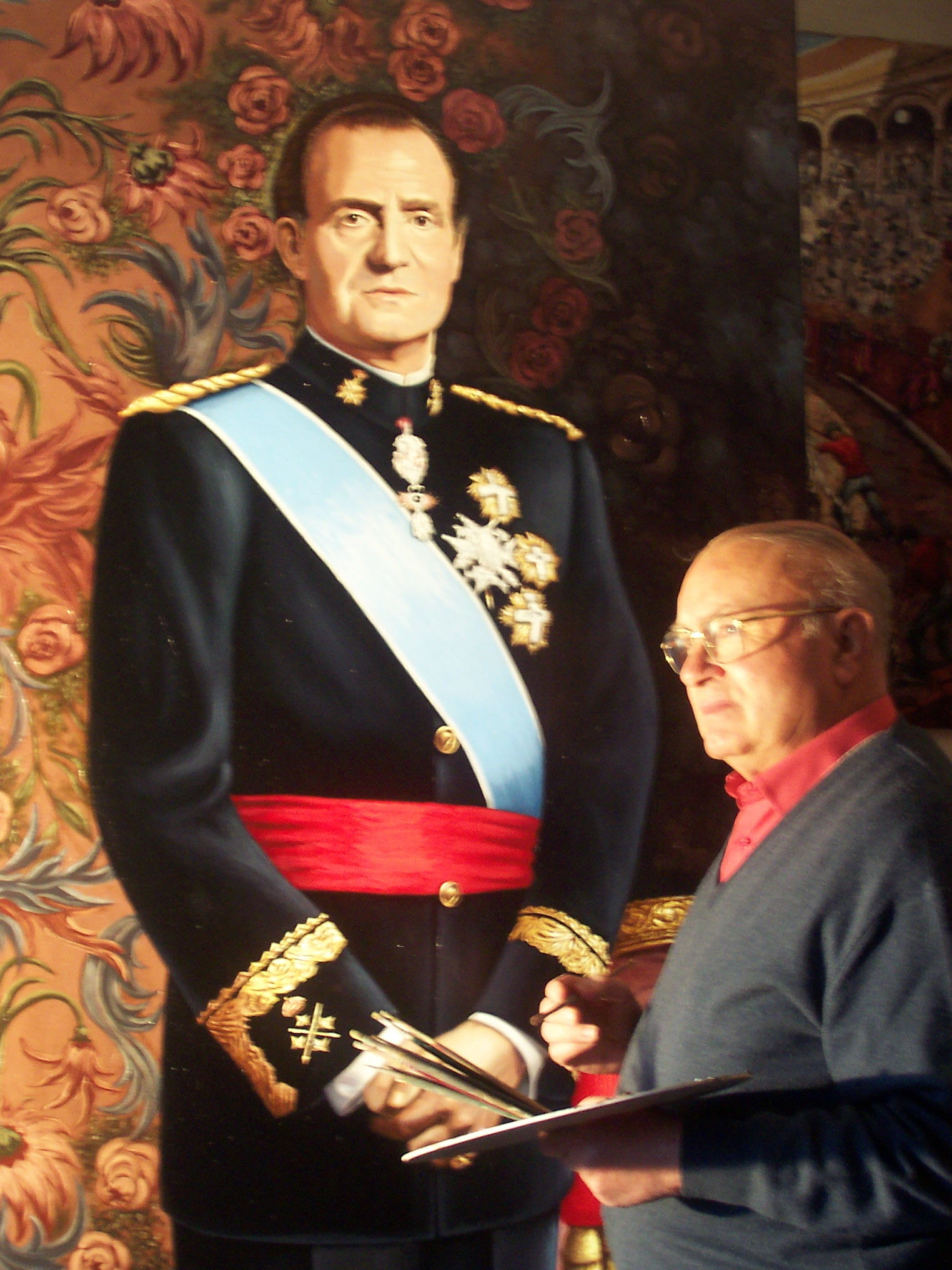
«El Rey». Obra en el Ayuntamiento de Espartinas, salón de Plenos. (2005)

- Baeza, Círculo Taurino de Baeza. (2008)

- Camas, «La mirada eterna de Escacena», Ayuntamiento. (2008)[27]

- Tomelloso, Ayuntamiento. (2008)[28]

- Tomares, Ayuntamiento. (2008)[29]

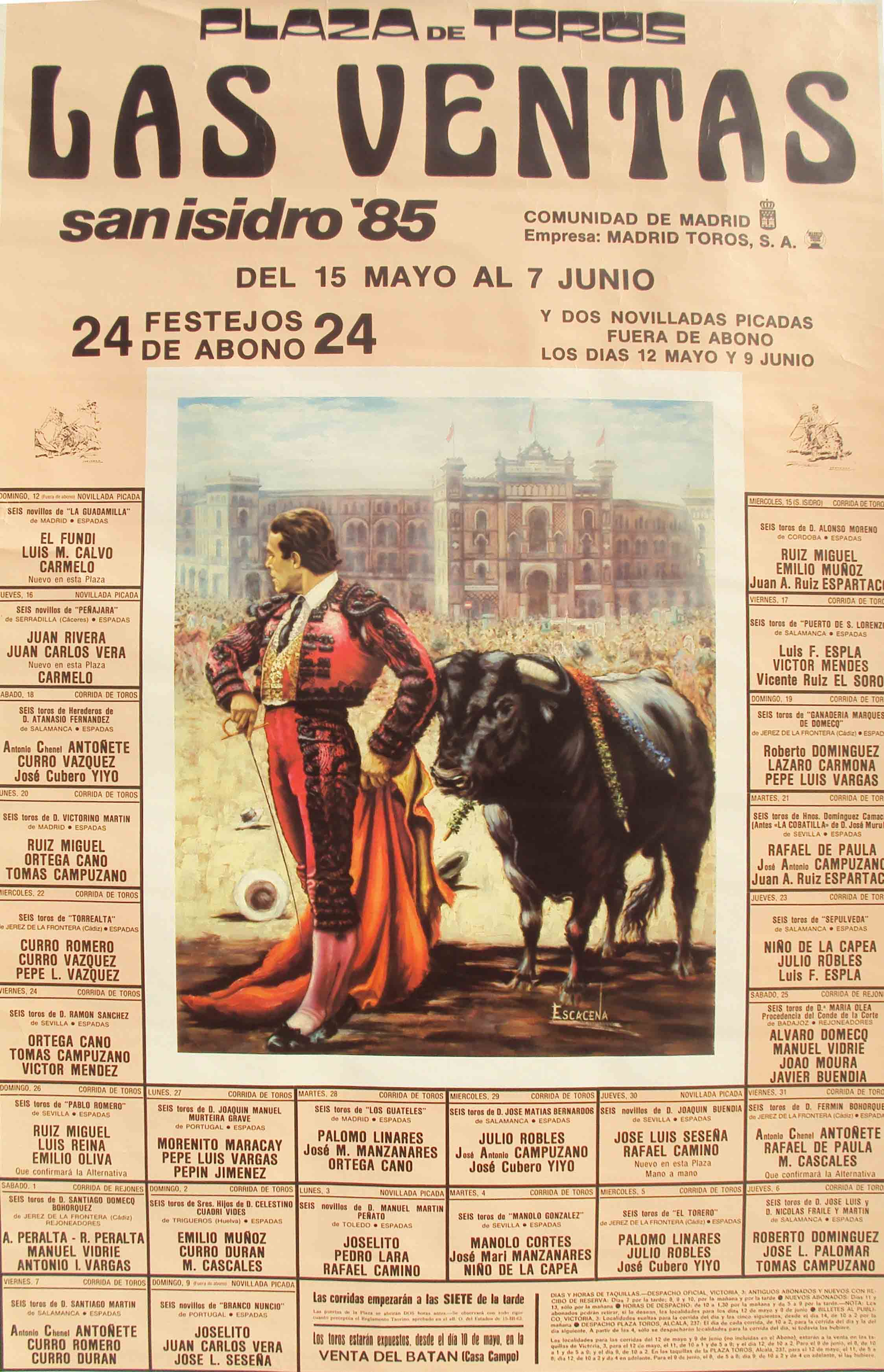
«Desplante de Curro en Las Ventas de grana y azabache». Cartel de toros para la temporada y Feria de San Isidro, Madrid. 1985

- Almendralejo, Ayuntamiento. (2008)

- Cartagena, Casino de Cartagena. (2011)[30]

- Pozoblanco, Ayuntamiento. (2012)[31]

- Roquetas de Mar, Museo Taurino de Roquetas de Mar. (2012)[32]

- Tomares, Ayuntamiento. (2019)[33]

### Colectivas
- Sevilla, Escuela Superior de Artes y Oficios de Sevilla. (1951)

- Peña taurina de Camas. (1982)

- Almería, Diputación Provincial de Almería. (1988)

- Madrid, Galería "José Puente". (2002)[34]

- Baeza, Círculo Taurino de Baeza. (2006)

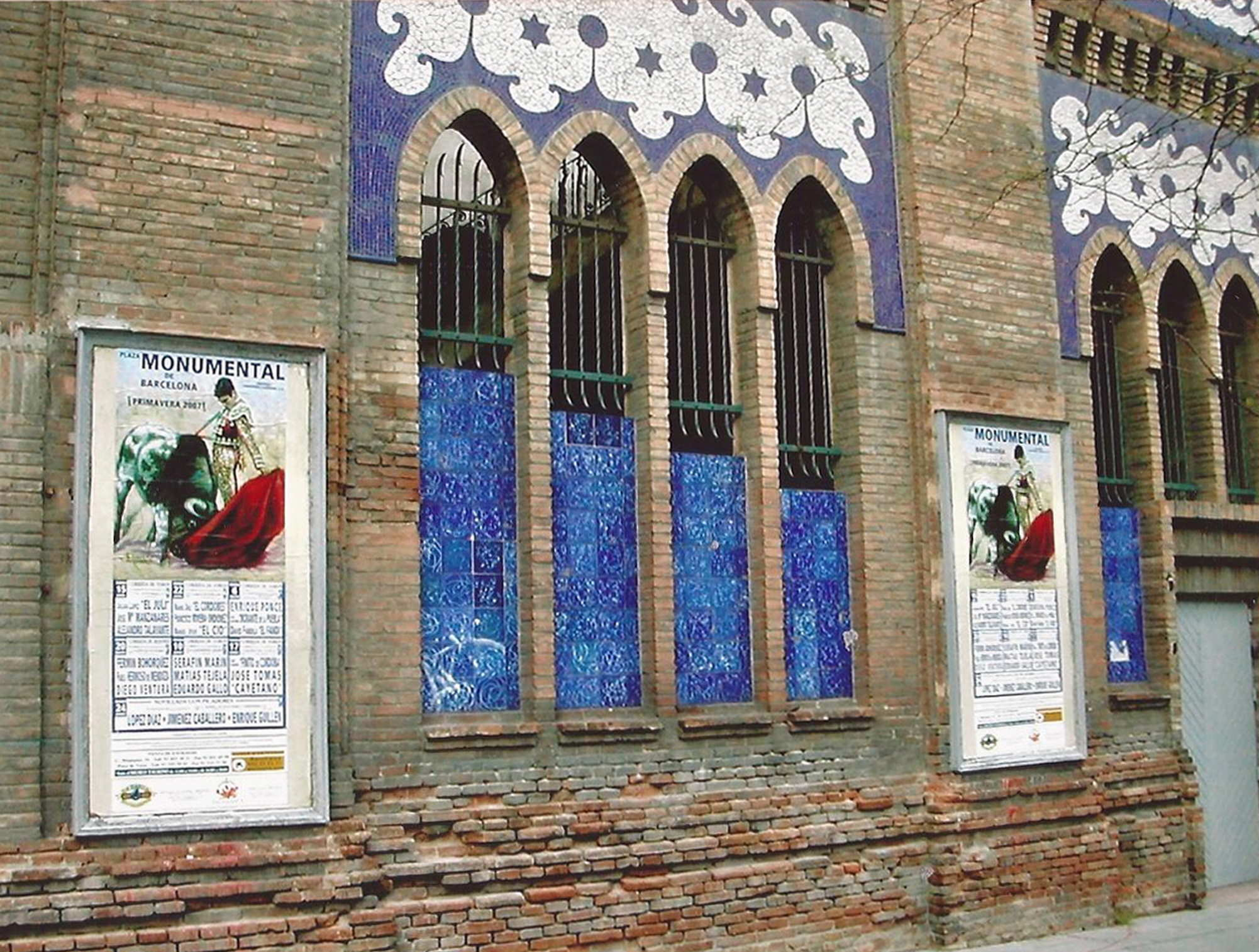
«Natural de José Tomás a un berrendo», Monumental de Barcelona. Obra de Pedro Escacena. (2007).

- Baeza, Círculo Taurino de Baeza. (2007)

- Baeza, Ayuntamiento. (2017)[35]

## Ilustraciones
- Curro Romero genio y figura. (1984). José Muñoz Cortina. (Portada).[36]

- Espartaco, ensueño torero.[37] (1989). Daniel Pineda Novo. (Portada y páginas 22 y 38).[38]

- El cartel taurino: historia y evolución de un género (1737-1990). (1990). Rafael Zaldívar. (Página 311).[39]

- Las vueltas al ruedo de Curro Romero en la Maestranza de Sevilla 1957-1992. (1992). Antonio Molina Campos. (Contraportada y página 250).[40]

- Juan Belmonte: «La Huella de un retrato». (1995). Jesús Cuesta Arana. (Página 513).[41]

- Manuel Escacena. Viaje a la memoria de un clásico del cante sevillano (1885-1928). (1997). Manuel Bohórquez Casado. (Portada y solapa de contraportada).[42]

- La Algaba y Curro Romero. (2002). Daniel Pineda Novo. (Portada).[43]

- La dinastía Bienvenida y Manolete. (2002). Fernando del Arco de Izco. (Página 134).[44]

- Orillas de Al-Ándalus. Poesías. (2003). Juan de Dios Pareja-Obregón. «Dibujos a plumilla». (Páginas 6,16, 22, 26, 36, 46, 57, 64 y portada).[45]

- Fiesta Mayor en Sevilla. (2005). Francisco Laguna Menor. (Página 144).[46]

- El toreo en El Puerto. (2006). Francisco Laguna Menor. (Página 163, 166 y 167).[47]

- Líderes andaluces siglo XX. (2005). (Tomo II, Páginas 75, 76, 77, 78, 79, y 80).[48]

- Toros en Cáceres. (2006). Francisco Laguna Menor. (Páginas 135, 141 y 142).[49]Carteles oficiales de Feria y temporada de la Real Maestranza de Caballería de Sevilla, con obras de Escacena.Temporada 1985Temporada 1986Temporada 1987Temporada 1989

- Trío de ases trío de arte. (2006). Antonio Murciano González. (Páginas 43, 44, 81, 82, 123,176, y 188).[50]

- Tiempo de Manolete: vivir en España entre 1939 y 1949. (2007). Fernando Claramunt López. (Páginas 240 a 243).[51]

- Un siglo de corridas de la prensa de Sevilla. (2009). Santiago Sánchez Traver. (Sección ilustrada azul, páginas 4, 9, y 13)[10]

- Ecos del toricuarto: tertulia taurina a la española usanza. (2010). Fernando Claramunt López. (Galería a color IV, XI, XII, XIX, XX, y XXVIII).[52]

- Juan Belmonte. «El pasmo de Triana». (Síntesis biográfico - artística y antología poética belmontina). (2012). Antonio Murciano González. (Página 165).[53]

- Currolatría: historia urdida de un dios menor.[54] (2013). Joaquín Jesús Gordillo Bellaterra. (Anexo carteles Pedro Escacena).[55]

- Tauriana. Relato de toreros históricos. (2013). Venezuela, (ISBN 13: 978-980-12-7016-4). Alfredo Celis Blaubach. (Portada).

- Celeste y oro. (2015). Antonio Murciano González. (Portada e ilustraciones en las últimas doce páginas).[56]

## Premios y distinciones

### Premios
- Segundo premio: Escuela de Artes y Oficios de Sevilla. (1951)
- Placa de Plata: XLVIII Trofeo, «Mare  de Dèu de la Mercè», Club los de Gallito y Belmonte, Barcelona. (2003)[57]

- Medalla de Plata al Mérito Taurino: XII Trofeos Nacionales «Cossio», Real Federación Taurina de España. (2005)

- Medalla de Oro: Diputación Provincial de Sevilla. (2012)[58]

### Distinciones
- Insignias de Oro de los «Cursos de Temas Sevillanos». (En los años 2010, 2012 y 2015)

- Nombramiento de Parque público homónimo en Tomares. (2013)[59]Carteles de corridas en América del Sur, con obras de Escacena.Armero Guayabal, Colombia. 2017Quito, Ecuador.Monumental de Ciudad de México, México. 2011Tacabamba, Perú. 2015
- I Premio de las Artes, Fundación Morera & Vallejo. (2015)[60]

- Nombrado «Vecino Honorario» de Camas. (2015)[61]

## Donaciones
- Peña Taurina Curro Romero de Camas. Dos obras. (1982)
- Museo Taurino de Acho, (Lima). Una. (2013)
- Real club Taurino de Murcia, Murcia. Siete. (2018)[62]
- Museo Taurino Pepe Cabrera. La Línea de la Concepción. Veinticuatro. (2019)[63]
- Museo Taurino Municipal de Córdoba. Dos. (2019)